# مقياس الحدقة
مقياس الحدقة، ويُسمى أيضًا مقياس حدقة العين، هو جهاز طبي يهدف إلى قياس حجم بؤبؤ العين من خلال الضوء المنعكس. بالإضافة إلى قياس حجم حدقة العين، تستطيع أجهزة قياس الحدقة الآلية الحالية أيضًا تحديد منعكس الحدقة الضوئي. يُشار إلى بعض أدوات قياس المسافة بين الحدقتَين (PD) في كثير من الأحيان (ولكن بشكل غير صحيح) بمقياس حدقة العين.

## قياس الحدقة اليدوي
يقيس مقياس حدقة العين اليدوي حجم حدقة العين عبر طريقة مخطط المقارنة. هناك عدة أنواع من مقاييس الحدقة اليدوية. النوع الأكثر شيوعًا هو مقياس هاب، أو مقياس حدقة هاب، وهو عبارة عن سلسلة من الدوائر المملوءة المتدرجة على مسطرة حاسبة.

## قياس الحدقة الآلي
مقياس الحدقة الآلي هو جهاز محمول يوفر قياسًا موثوقًا وموضوعيًا لحجم الحدقة والتماثل والتفاعل من خلال قياس منعكس الحدقة الضوئي (PLR). تاريخيًا كان يُقيم المنعكس من قبل ممرضة أو طبيب باستخدام مصباح فلاش يدوي. يتعارض القياس اليدوي مع القياس الآلي الذي يُجرى بواسطة مقياس الحدقة الآلي. يتوافق القياس الآلي مع النسبة المئوية لانقباض الحدقة عند تحفيز الضوء المُعاير. بشكل مستقل عن الفاحص، يوفر مقياس الحدقة الآلي قياسات قابلة للتكرار ودقيقة من خلال القضاء على التباين والذاتية، والتعبير عن تفاعل الحدقة رقميًا، إذ يمكن توجيه كل من حجم الحدقة وتفاعلها للتغييرات، تمامًا مثل العلامات الحيوية الأخرى. يوفر مقياس حدقة العين الآلي أيضًا طريقة موثوقة وفعالة لتصنيف استجابة ضوء حدقة العين وتوجيهها كميًا.
منعكس الحدقة هو انقباض حدقة العين عند تعرضها للضوء الساطع، مما يحمي شبكية العين من التعرض المفرط للضوء. وينطوي على انقباض واتساع حدقة العين استجابةً لتغيرات شدة الضوء.
باستخدام مقياس حدقة آلي وخوارزمية تحلل حدقة العين بشكل مستمر لمدة 5 ثوانٍ، يمكن لمؤشر قياس الحدقة الكمي (QPi) قياس تفاعل الحدقة وتوفير قيمة عددية. فهو يوفر بيانات موضوعية ويمكنه اكتشاف التغييرات الطفيفة التي قد لا تكون واضحة للعين المجردة. وتوفر طبيعتها الكمية تقييمًا موضوعيًا وأكثر موثوقية. علاوة على ذلك، هناك ما يُعرف بمؤشر مقياس الحدقة «نيورو لايت» الذي يكون مرمزًا بالألوان للحصول على تفسير سريري سريع. ويعرض من خلال مقياس نوعي فاصلًا كميًا لكل لون مرتبط برقمه.
يزيل قياس الحدقة الآلي الموضوعية من تقييم الحدقة، مما يوفر اتجاهًا أكثر دقة لبيانات الحدقة، ويسمح بالكشف المبكر عن التغييرات لعلاج المريض في الوقت المناسب. يمكن تحميل بيانات الحدقة إلى سجل المريض، مما يلغي احتمال حدوث أخطاء في إدخال البيانات. حجم حدقة العين وتفاعلها هي قياسات يومية وجزء من البروتوكول للمرضى المصابين بأمراض خطيرة. وهي ضرورية في المراقبة السريرية والتقييم العصبي للمريض. قد تكون الشذوذات في استجابات الحدقة مؤشرًا على الاضطرابات العصبية الكامنة، مثل إصابات الدماغ الرضية، أو السكتة الدماغية، أو السكتة القلبية أو بعض أمراض التنكس العصبي.
يمكن لمقياس حدقة آلي آخر يُسمى مؤشر الحدقة العصبي (NPi) من شركة نيورو أوبتيكس أن يقدم منهجًا موحدًا للتخفيف من الموضوعية. يعد كل من جهاز «نيورو لايت» ومؤشر الحدقة العصبي NPi جهازين لقياس حدقة العين ولكنهما يختلفان بشكل كبير من ناحية بيئة العمل والوظيفة. ويكمن الاختلاف الرئيسي في استخدام مؤشر الحدقة العصبي لـ «كوب العين الشفاف» الذي يحتوي على مكون إلكتروني لتحديد هوية المريض وتسجيل النتائج، مما يجعله فريدًا لكل مريض. تسمح هذه المادة بمرور الضوء المحيط، مما قد يؤدي إلى مشكلات في إمكانية تكرار البيانات. من ناحية أخرى، يتميز نيورو لايت بشاشة تعمل باللمس ويستخدم غطاء عين غير شفاف قابل لإعادة الاستخدام ويعزل عن الضوء المحيط. أصبح مؤشر الحدقة العصبي وقياسات الحدقة الآلية مثل نيورو لايت مؤخرًا متضمنة في إرشادات جمعية القلب الأمريكية (AHA) المحدثة لعام 2020 للإنعاش القلبي الرئوي (CPR) ورعاية القلب والأوعية الدموية في حالات الطوارئ (ECC) كقياس يدعم تشخيص إصابات الدماغ لدى المرضى بعد توقف القلب. تستمر الدراسات المنشورة في المجلات الخاضعة لمراجعة الأقران في إثبات فعالية مؤشر الحدقة العصبي من شركة نيورو أوبتيكس في مساعدة الأطباء على تحسين نتائج المرضى.